# Milan Spasić
Milan Spasić, srbski častnik, poročnik bojne ladje 2. razreda in narodni heroj, * 8. november 1909, Beograd, † 17. april 1941, Boka Kotorska.

## Življenjepis
Spasić je bil rojen v revni družini s poreklom iz Sjenice. Odrasel in šolal se je v Beogradu, kjer je leta 1929 z odliko končal tudi gimnazijo. Jeseni istega leta je bil na podlagi odličnega uspeha sprejemnih izpitov sprejet na Pomorsko vojno akademijo v Dubrovniku. Kot prvi v letniku je končal tri razrede akademije, z odliko pa je končal tudi torpedno-minsko specializacijo. 
Ob izbruhu druge svetovne vojne na jugoslovanskih tleh se je rušilec Zagreb nahajal v Boki Kotorski, največji in najpomembnejši pomorski bazi mornarice Kraljevine Jugoslavije. V teh dneh sta bila tam še rušilca Beograd in Dubrovnik. Med posadkami na ladjah je vladal nered, saj o poteku vojne niso imeli dovolj objektivnih informacij, širile pa so se tudi lažne informacije. Topničarji na rušilcu Zagreb so bili v stalni pripravljenosti, saj so bile možnosti sovražnih letalskih napadov velike. Po objavi kapitulacije jugoslovanske vojske, je posadka rušilca Zagreb na ukaz komandanta ladje zapustila le-to. Na njej sta ostala le pomorska častnika, nekdaj sošolca VII. klase Vojnopomorske akademije, Sergej Mašera in Milan Spasić. Da ladja po kapitulaciji jugoslovanske vojske ne bi prišla v roke italijanske vojske, sta jo 17. aprila 1941 razstrelila. Oba častnika sta ostala na ladji in se skupaj z njo potopila. Leta 1973 sta bila razglašena za narodna heroja.

## Odlikovanja in nagrade
red narodnega heroja Jugoslavije
red Karađorđeve zvezde z meči